# Cour suprême de justice de la Nation (Mexique)
Pour les autres articles nationaux ou selon les autres juridictions, voir Cour suprême.
La Cour suprême de justice de la Nation (en espagnol : Suprema Corte de Justicia de la Nación) est la plus haute instance du pouvoir judiciaire fédéral au Mexique, sauf en matières électorales qui incombent au Tribunal électoral du pouvoir judiciaire de la fédération.
Elle est composée de 11 juges appelées « ministres ». L'un de ces juges est président de la cour. La fonction est occupée par Norma Lucía Piña Hernández depuis 2023.

## Bâtiment
La Cour suprême est sise dans le centre historique de Mexico.

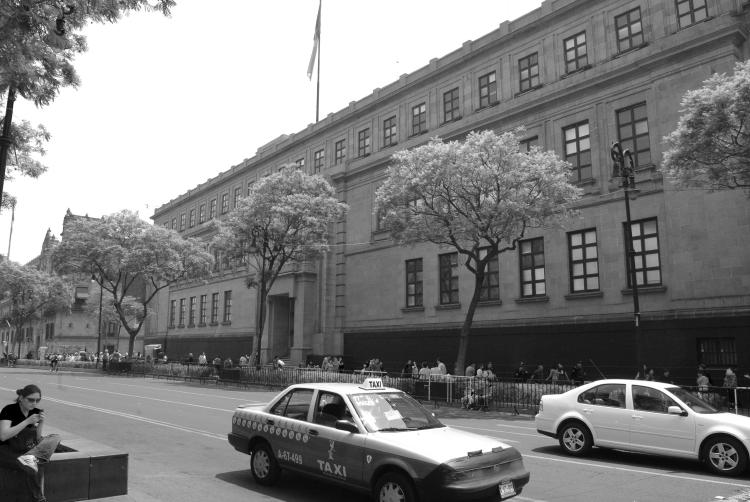
Siège de la Cour suprême de justice de la Nation.

L'architecte Antonio Muñoz García remporte l'appel d'offres pour la construction du bâtiment. La première pierre est posée par le président Lázaro Cárdenas del Río en 1936 et c'est son successeur Manuel Ávila Camacho qui l'inaugure le 2 juin 1941.
L'édifice se distingue par sa porte en bronze représentant quatre étapes importantes de l'histoire du Mexique : l'évangélisation lors de la conquête, la république fédérale d'après l'indépendance, la Réforme et le Mexique d'après la Révolution.
En 2002, une annexe a été ouverte dans la délégation Álvaro Obregón de Mexico.

## Mode de désignation
Pour chaque place vacante, le ministre est élu à la majorité des deux tiers par le Sénat à partir d'une liste proposée par le président de la République. Si le Sénat n'arrive pas à élire un candidat avec la majorité nécessaire, le président doit présenter une nouvelle liste de candidats. En cas d'échec renouvelé, la nomination du juge échoit au président.
Le mandat est de 15 ans sans réélection possible.
Les critères d'éligibilité sont, :
- être mexicain de naissance ;
- avoir 35 ans révolus le jour de l'élection ;
- avoir une licence de droit depuis au moins dix ans ;
- jouir d'une bonne réputation et ne pas avoir été condamné pour vol, fraude, faux, abus de confiance ou pour un délit méritant une peine supérieure à un an d'emprisonnement ;
- ne pas avoir exercé de haute fonction dans les autres pouvoirs de la fédération (dont député, sénateur, ministre, procureur général) et n'avoir pas été gouverneur d'un État (ou chef du gouvernement de Mexico) dans l'année précédant la nomination.

La démission n'est possible que pour causes graves ou pour départ à la retraite dans les conditions fixées par la loi. Il n'existe pas de procédure de destitution.
Le président de la cour est élu parmi les 11 ministres pour un mandat de quatre ans, non rééligible immédiatement.

## Attributions
Les attributions de la cour sont définies par les articles 10 et 11 de la Loi organique du pouvoir judiciaire de la fédération du 22 novembre 1996.
Elle statue sur (liste non complète) :
- les recours en inconstitutionnalité ;
- les sentences rendues par des juges d'organes inférieurs dans un certain nombre de cas définis.